# Dan Murray
Daniel Owen Murray, detto Dan (Cambridge, 16 maggio 1982), è un ex calciatore inglese, di ruolo difensore.
È stato il capitano dello Shamrock Rovers, dopo aver ricoperto questo ruolo nel Cork City per varie stagioni.
Con la maglia del Cork ha vinto tre trofei (tra cui un titolo nazionale) ed ha partecipato alle competizioni UEFA per club, in cui ha segnato 5 reti.

## Palmarès

### Club

#### Competizioni nazionali
- Campionato irlandese: 2

Cork City: 2005
Shamrock Rovers: 2011
- Coppa d'Irlanda: 1

Cork City: 2007

#### Competizioni internazionali
- Setanta Sports Cup: 1

Cork City: 2008